# (19598) Luttrell
Pour les articles homonymes, voir Luttrell.
(19598) Luttrell est un astéroïde de la ceinture principale d'astéroïdes.

## Description
(19598) Luttrell est un astéroïde de la ceinture principale d'astéroïdes. Il fut découvert le 14 juillet 1999 à Socorro (Nouveau-Mexique) par le projet LINEAR. Il présente une orbite caractérisée par un demi-grand axe de 2,31 UA, une excentricité de 0,14 et une inclinaison de 4,1° par rapport à l'écliptique.

## Compléments